# 시로시타촌 (나가노현)
시로시타촌(城下村)은 나가노현 지사가타군에 설치되었던 촌이다. 현재의 우에다시에 해당한다.